# Alexander Ivanov (rugby à XV)
Pas d'image ? Cliquez ici

a Compétitions nationales et continentales officielles uniquement.

b Matchs officiels uniquement.
Dernière mise à jour le 24 décembre 2020.
Alexander Ivanov (en russe : Александр Иванов), né le 4 novembre 1990, est un joueur russe de rugby à XV qui évolue au poste de talonneur. 

## Biographie
Alexander Ivanov commence le rugby à l'âge de 10 ans dans sa ville natale de Monino. En 2010, il intègre l'équipe senior de son club, le VVA Podmoskovye. En 2015, il est sélectionné avec la Russie pour disputer la Coupe des Nations de Hong Kong (en). 

## Carrière

### En club
- Depuis 2010 : VVA Podmoskovye

## Statistiques

### En sélection
| Année | Compétition                              | Matchs | Points | Essais | Transf. | Drops | Pénal. |
| ----- | ---------------------------------------- | ------ | ------ | ------ | ------- | ----- | ------ |
| 2015  | Coupe des Nations de Hong Kong 2015 (en) | 3      | -      | -      | -       | -     | -      |
| Total | Total                                    | 3      | -      | -      | -       | -     | -      |